# Balerca de Amontillado
„Balerca de Amontillado”, tradus în unele versiuni mai noi și ca „Butoiul de Amontillado”, (în engleză The Cask of Amontillado, uneori și The Casque of Amontillado) este o povestire a scriitorului american Edgar Allan Poe. Ea a fost publicată în numărul din noiembrie 1846 al revistei Godey's Lady's Book. 
Povestirea se petrece într-un oraș neprecizat din Italia, într-un an nespecificat (probabil în secolul al XVIII-lea), și prezintă răzbunarea mortală a naratorului pe un prieten de care crede că a fost insultat. Ca în mai multe dintre povestirile lui Poe și în conformitate cu fascinația oamenilor din secolul al XIX-lea față de acest subiect, narațiunea se învârte în jurul unei persoane îngropate de vie, în acest caz, prin zidire. 
Ca și în „Pisica neagră” și „Inima care-și spune taina”, Poe narează povestea din punctul de vedere al ucigașului.

## Rezumat

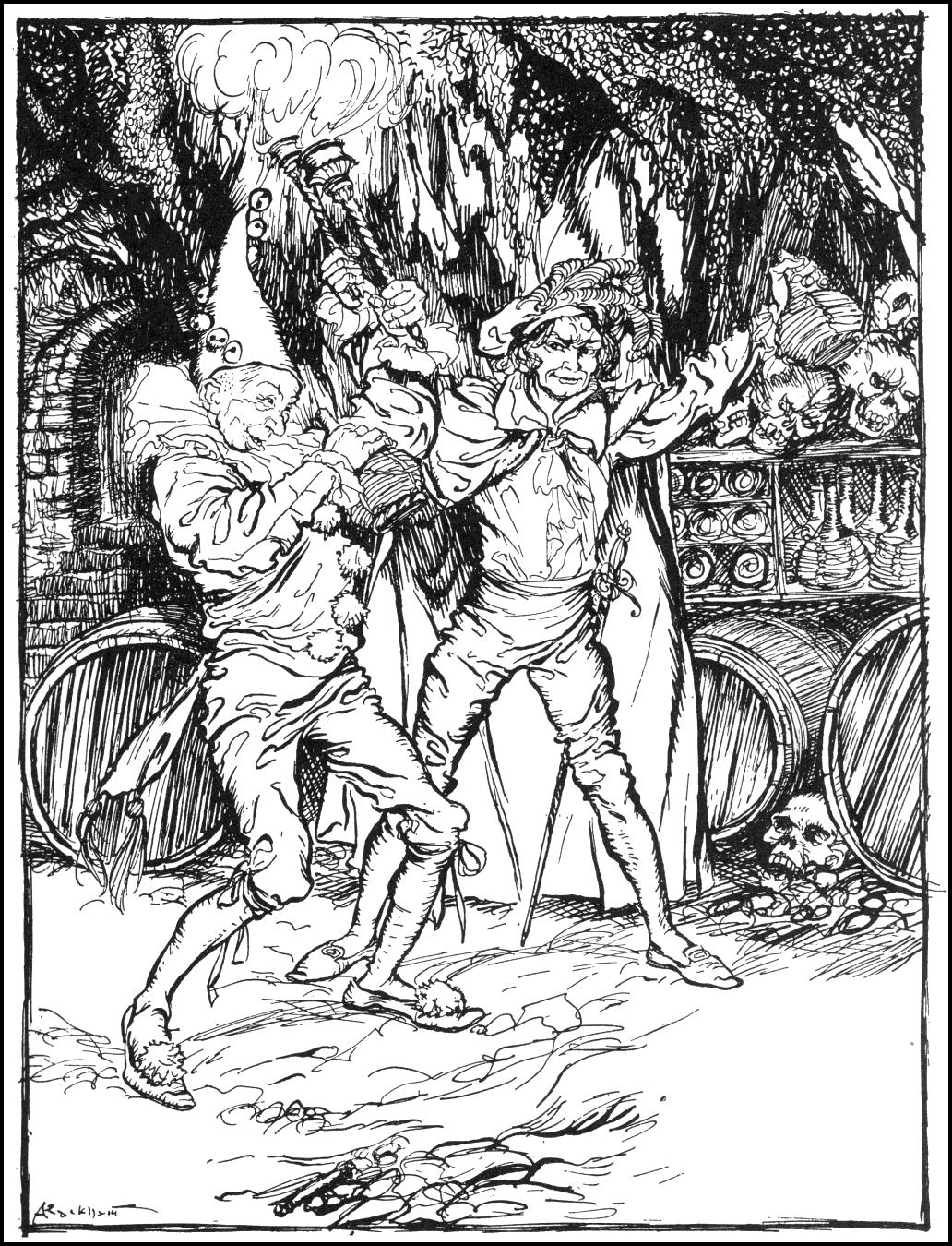
Fortunato și Montressor beau în catacombe. Ilustrație din 1935 a lui Arthur Rackham

Montresor povestește o întâmplare din ziua în care s-a răzbunat pe Fortunato, un prieten de viță nobilă. Supărat peste măsură de o insultă nespecificată, el plănuiește să-și omoare prietenul în timpul Carnavalului când omul era beat, amețit și purta un costum de bufon și o tichie cu clopoței.
El îl momește pe Fortunato, spunându-i că a obținut ceea ce el crede că este un butoi (aproximativ 130 de galoane, 492 de litri), a unui an de recoltă slabă de Amontillado. El susține că vrea opinia prietenului său expert cu privire la acest vin. Fortunato merge cu Montresor în pivnița de vinuri din palazzo-ul acestuia din urmă, unde ei rătăcesc prin catacombe. Montresor îl servește pe Fortunato cu vin (mai întâi Medoc, apoi De Grave). La un moment dat, Fortunato face un gest elaborat și grotesc cu o sticlă de vin. Atunci când Montresor pare să nu recunoască gestul, Fortunato îl întreabă: „Tu nu ești mason?”, Montresor îi spune că este și atunci când Fortunato, neîncrezător, îi cere un semn, Montresor afișează o mistrie pe care o ținuse ascunsă.
Montresor îl avertizează pe Fortunato, care are o tuse rea din cauza umezelii, și-i sugerează să se întoarcă; Fortunato insistă în continuare, susținând că „[el] nu va muri dintr-o tuse”. În timpul plimbării lor pe jos, Montresor descrie stema familiei sale: un picior pe un fundal albastru care strivește un șarpe ai cărui colți sunt înfipți în călcâiul piciorului, cu motto-ul Nemo me impune lacessit („Nimeni nu mă jignește fără a rămâne nepedepsit”). Când ajung la o nișă, Montresor îi spune victimei sale că acolo este vinul de Amontillado. Fortunato intră și, beat și neavizat, nu opune rezistență atunci când Montresor îl leagă cu lanțuri de perete. Montresor îi spune apoi că, din moment ce Fortunato nu se va mai întoarce, el trebuie neapărat să-l părăsească.
Montresor zidește intrarea în nișă, înmormântându-l pe prietenul său, aflat încă în viață. La început, Fortunato, care se trezește din beție mai repede decât prevăzuse Montresor, scutură lanțurile, încercând să scape. Fortunato țipă apoi după ajutor, dar Montresor își bate joc de strigătele lui, știind că nimeni nu le poate auzi. Fortunato râde slab și încearcă să pretindă că știe că este supus unei glume și că oamenii îl vor fi așteptând (inclusiv doamna Fortunato). În timp ce criminalul ajunge la ultimul rând al zidului, Fortunato se vaită: „Pentru dragostea lui Dumnezeu, Montresor!”, la care Montresor îi răspunde: „Da, pentru dragostea lui Dumnezeu!” El așteaptă apoi un răspuns, dar aude doar clinchetul clopoțeilor. Înainte de a introduce ultima piatră, aruncă o torță prin deschizătură. El susține că se simte rău la inimă, dar pretinde că această reacție este un efect al umidității din catacombe.
În ultimele sale fraze, Montresor arată că au trecut 50 de ani de la acea noapte, el nu a fost niciodată prins și trupul lui Fortunato încă atârnă de lanțurile din nișa unde fusese abandonat. Criminalul, aparent nepocăit, încheie povestea cu remarca: Requiescat In Pace! („Odihnească-se în pace!”).

## Istoricul publicării

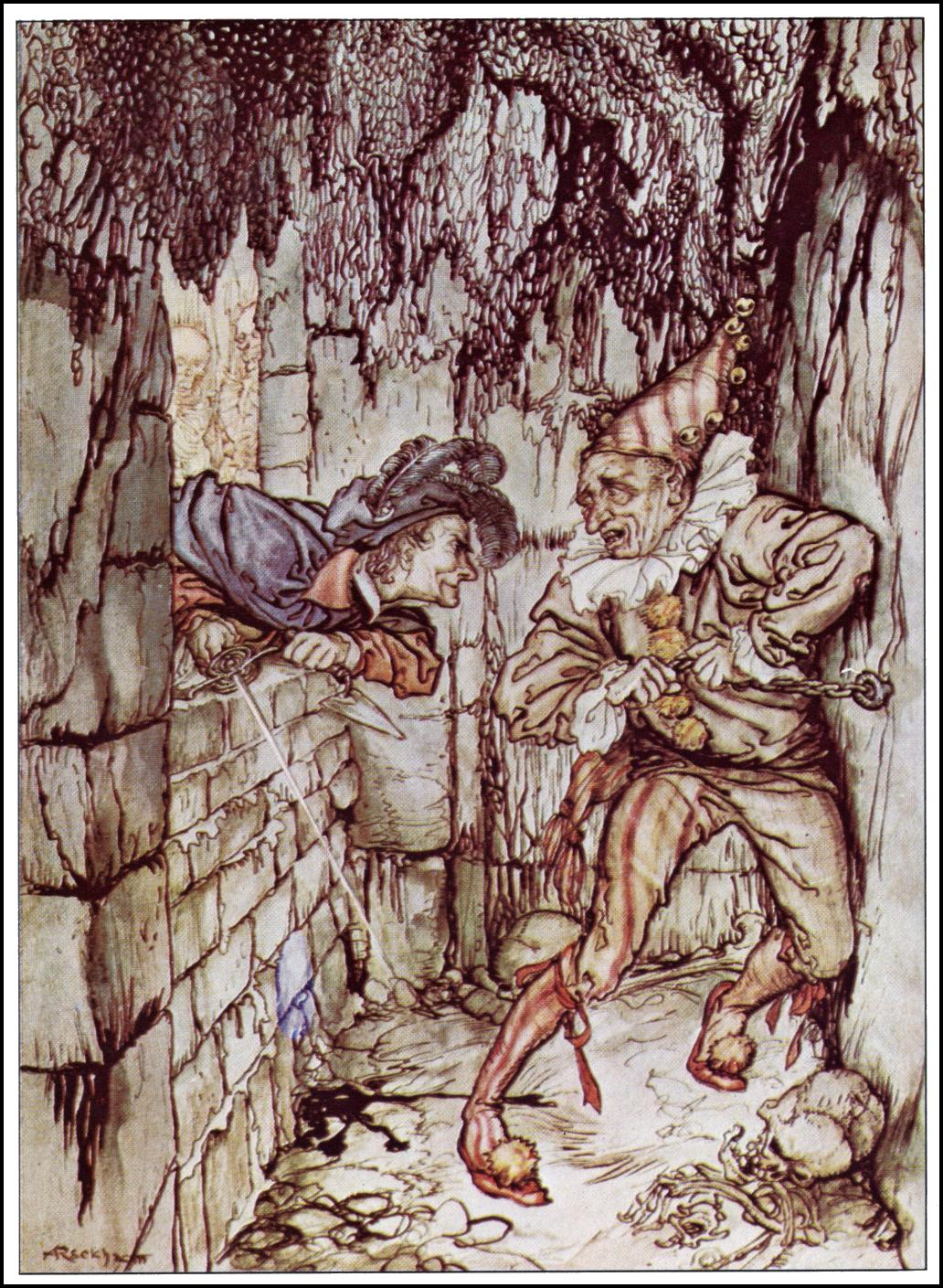
Montressor zidindu-l pe Fortunato. Ilustrație din 1935 a lui Arthur Rackham

„Balerca de Amontillado” a fost publicată prima dată în numărul din noiembrie 1846 al revistei Godey's Lady's Book, care era, în acel timp, cel mai popular periodic din America. Povestirea a fost publicată încă o dată în timpul vieții lui Poe.
Prima traducere în limba română a fost publicată în anul 1876 sub titlul „Butoiul cu Amontillado” în ziarul Timpul, anul I (1876), nr. 150, pp. 1-2. Povestirea a fost tradusă apoi de I.L. Caragiale sub titlul „O balercă de amontillado”, versiunea sa fiind publicată în anul 1896 în revista Epoca literară din București, anul I (1896), nr. 8, pp. 2-3. Tălmăcirea era făcută după versiunea franceză a lui Charles Baudelaire și a fost reprodusă în ediția operelor lui I.L. Caragiale, îngrijită de Paul Zarifopol, vol. II (Ed. Cultura Națională, București, 1931), pp. 341-347. O altă traducere a fost realizată de C. Scurtu și publicată sub titlul „Amontillado” în revista Universul literar-septemînal din București, anul XXVIII (1911), nr. 38, pp. 3-5. 
O nouă traducere a fost realizată de Ion Vinea și a fost publicată sub titlul „Balerca de Amontillado” în vol. Scrieri alese (vol. II), editat în 1963 de Editura pentru Literatură Universală din București, fiind reeditată și de alte edituri. Povestirea a fost tradusă apoi de Liviu Cotrău (publicată sub titlul „Butoiul de Amontillado” în volumul Misterul lui Marie Rogêt și alte povestiri, editat în 2005 de Editura Polirom din Iași și reeditat de mai multe ori) și de Gabriel Mălăescu (publicată sub titlul „Butoiul de Amontillado” în volumul Butoiul de Amontillado, editat în 2014 de Editura MondoRo din București).

## Analiză

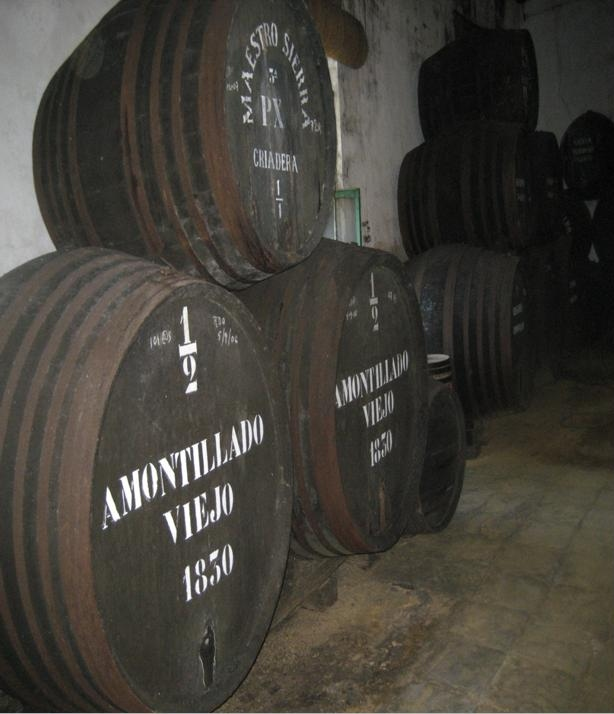
Butoaie de Amontillado într-o pivniță

Deși subiectul povestirii lui Poe este o crimă, „Balerca de Amontillado” nu este o poveste de identificare a criminalului precum „Crimele din Rue Morgue” sau „Scrisoarea furată”; nu există nici o investigație a crimei lui Montresor, iar criminalul însuși explică modul în care a comis crima. Misterul din „Balerca de Amontillado” constă în motivul lui Montresor pentru crimă. Fără prezența unui detectiv în povestire, cititorul este cel care trebuie să rezolve misterul.
Montresor nu precizează nicăieri motivul său dincolo de „nenumăratele nedreptăți” vagi și „când a trecut la insulte”, la care se referă. Este furnizat un oarecare context, inclusiv observația lui Montresor că familia lui a fost odată mare (dar nu mai este) și remarca disprețuitoare a lui Fortunato despre excluderea lui Montresor din Francmasonerie. Mulți comentatori au ajuns la concluzia că, lipsindu-i un motiv semnificativ, Montresor trebuie să fie nebun, deși chiar și acest lucru este discutabil din cauza detaliilor complicate ale intrigii.
Există, de asemenea, dovezi că Montresor nu are aproape nicio idee despre motivul răzbunării lui pe victimă. În relatarea crimei, Montresor notează: „O jignire nu e răzbunată dacă osânda îl lovește pe cel ce se răzbună. Și tot neplătită rămâne jignirea dacă răzbunătorul nu știe să-l facă pe cel ce l-a jignit să-i simtă răzbunarea”. După ce Fortunato este înlănțuit de perete și aproape îngropat de viu, Montresor își bate pur și simplu joc de el și îl imită, mai degrabă decât să-i dezvăluie lui Fortunato motivele răzbunării sale. Montresor ar putea să nu fi fost complet sigur de natura exactă a insultelor pe care se așteaptă ca Fortunato să i le dezvăluie.
O examinare suplimentară a nedreptăților și insultelor vagi pot avea de-a face cu o simplă chestiune de mândrie a lui Montresor și nu cu anumite cuvinte rostite de Fortunato. Montresor provine dintr-o familie importantă. Casa lui fusese cândva nobilă și respectată, dar a decăzut ușor în timp. Fortunato, după cum numele lui ar părea să indice, a fost binecuvântat cu noroc și bogăție și este, prin urmare, privit ca nerafinate de către Montresor; cu toate acestea, această lipsă de rafinament nu l-a oprit pe Fortunato să-l depășească pe Montresor în plan social, ceea ce ar putea fi foarte bine să fie motivul răzbunării lui Montresor.
Există indicii că Montresor îl acuză pe Fortunato pentru nefericirea sa și pentru pierderea respectului și demnității în cadrul societății. Este ușor să se stabilească faptul că Fortunato este francmason, în timp ce Montresor nu este, ceea ce ar putea fi sursa recentei ascensiuni a lui Fortunato în clasa superioară. Montresor îl blamează tot pe Fortunato atunci când afirmă: „ești bogat, admirat, slăvit; ești fericit, așa cum am fost eu o dată”. Acest interschimbarea de averi este o sugestie că, din moment ce numele Montresor și Fortunato sunt puse în opoziție unul față de celălalt, există o identificare psihologică reciprocă între victimă și călău. Această identificare reciprocă este sugerată în continuare atunci când se ia în considerare faptul că Montresor îl îngroapă pe Fortunato în catacombele familiei Montresor, mai degrabă decât să scape de el în altă parte din oraș în mijlocul haosului cauzat de carnaval. Convergența dintre cele două personaje este evidențiată în simbolismul stemei familiei Montresor - piciorul care strivește un șarpe ridicat pe coadă și ai cărui dinți sunt înfipți în călcâi.
După investigații suplimentare cu privire la natura adevărată a personajului, înțelesul dublu poate fi derivat din stema lui Montresor. Este poziția lui Montresor de a se vedea ca deținător al ghetei care-l zdrobește pe șarpele insolent Fortunato și „nenumăratele nedreptăți” care au ajuns la insulte. Un înțeles mai alegoric plasează actorii lui Poe în poziții inversate. Neprevăzătorul Fortunato a călcat neintenționat șarpele din iarbă - vicleanul Montresor - care, ca un răspuns la aceste lovituri accidentale, își înfige adânc colții în călcâiul inamicului său, într-o formă de existență reciprocă.
Deși Fortunato este prezentat ca un bun cunoscător de vinuri fine, L. Moffitt Cecil de la Texas Christian University susține că acțiunile sale din povestire pun această presupunere sub semnul întrebării. De exemplu, Fortunato comentează că unui alt nobil îi este imposibil să distingă Amontillado de Xeres, în timp ce Amontillado este, de fapt, un tip de vin de Xeres, și tratează De Grave, un vin francez scump, cu foarte puțină considerație, golind sticla dintr-o singură sorbitură. Cecil afirmă, de asemenea, că un adevărat cunoscător de vinuri nu ar proba niciodată un vin atunci când se află în stare de ebrietate și îl descrie pe Fortunato ca pe un alcoolic. Cecil sugerează, de asemenea, că unii oameni ar putea simți că Fortunato merita să fie îngropat de viu pentru că irosește o sticlă de vin fin.
Poe s-ar fi priceput la lucrări de zidărie ca urmare a unei experiențe personale. O mare perioadă din viața lui Poe este lipsită de detalii biografice semnificative, inclusiv perioada de după părăsirea revistei Southern Literary Messenger în 1837. John H. Ingram, biograful lui Poe, i-a scris lui Sarah Helen Whitman că o persoană pe nume „Allen” i-a spus că Poe a lucrat „într-o cărămidărie în toamna anului 1834”. Această sursă a fost identificată ca fiind Robert T. P. Allen, un student de la West Point, fost coleg cu Poe.

## Surse de inspirație

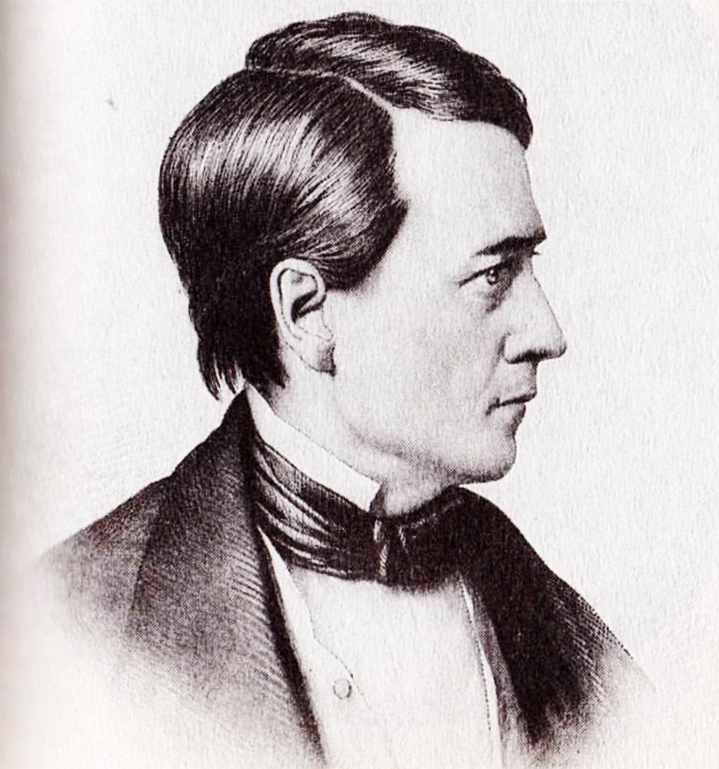
Thomas Dunn English